# 121 Financial Park
 (avril 2025).
Si vous disposez d'ouvrages ou d'articles de référence ou si vous connaissez des sites web de qualité traitant du thème abordé ici, merci de compléter l'article en donnant les références utiles à sa vérifiabilité et en les liant à la section « Notes et références ».
Le 121 Financial Park, anciennement Baseball Grounds of Jacksonville et Community First Park, est le stade de baseball du Jumbo Shrimp de Jacksonville (autrefois nommé Suns de Jacksonville) en Southern League. Ouvert en 2003, il compte près de 6 000 sièges et peut accueillir 11 000 spectateurs.
La phase finale du championnat de baseball de la conférence Atlantic Coast Conference se déroule au Baseball Grounds depuis 2005.

## Événements
- Finale du championnat de baseball de l'ACC (NCAA)